# Liste der Wappen im Landkreis Nienburg/Weser
Diese Liste zeigt die Wappen der Samtgemeinden, Gemeinden und vormals selbständigen Gemeinden im Landkreis Nienburg/Weser in Niedersachsen.

Wappen des Landkreises Nienburg
Lage des Landkreises Nienburg in Niedersachsen

## Samtgemeindewappen

Samtgemeinde Grafschaft Hoya (Details)
Samtgemeinde Heemsen (Details)
Samtgemeinde Mittelweser (Details)
Samtgemeinde Steimbke
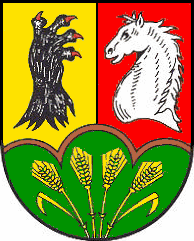
Samtgemeinde Uchte
Samtgemeinde Weser-Aue

## Wappen ehemaliger Samtgemeinden
- Die Samtgemeinde Eystrup führte kein Wappen

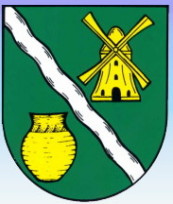
Samtgemeinde Landesbergen (Details)
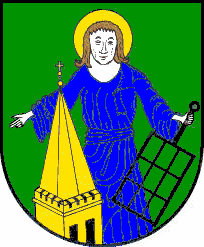
Samtgemeinde Liebenau (führt das Wappen des Fleckens Liebenau) (Details)
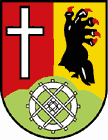
Samtgemeinde Marklohe

## Wappen der Städte und Gemeinden

Gemeinde Balge
Gemeinde Binnen (Details)
Flecken Bücken (Details)
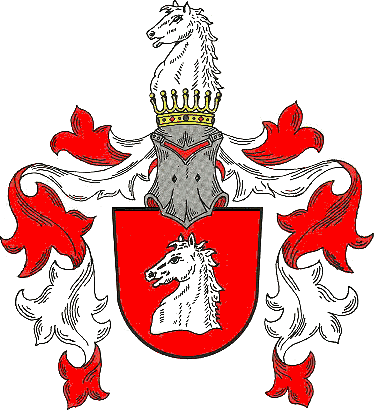
Flecken Diepenau
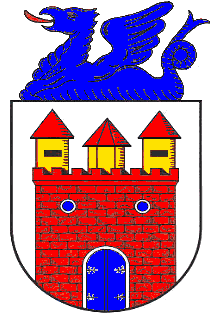
Flecken Drakenburg
Gemeinde Estorf
Gemeinde Eystrup
Gemeinde Gandesbergen
Gemeinde Hämelhausen
Gemeinde Haßbergen (Details)
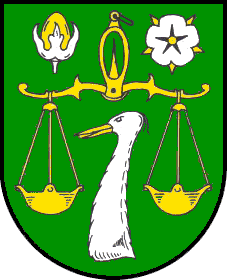
Gemeinde Hassel (Weser)
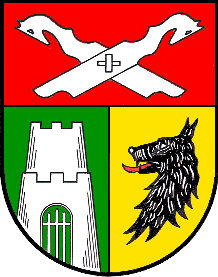
Gemeinde Heemsen (Details)
Gemeinde Hilgermissen (Details)
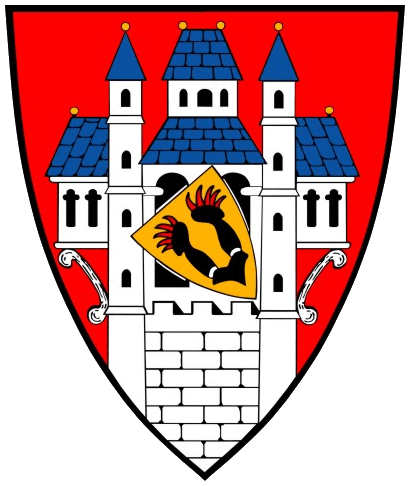
Stadt Hoya (Details)
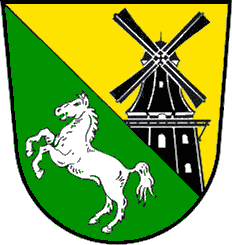
Gemeinde Hoyerhagen (Details)
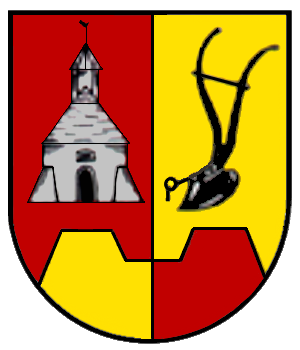
Gemeinde Husum (Details)
Gemeinde Landesbergen (Details)
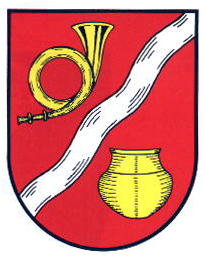
Gemeinde Leese (Details)
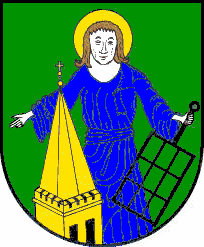
Flecken Liebenau (Details)
Gemeinde Linsburg
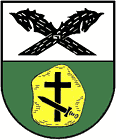
Gemeinde Marklohe
Kreisstadt Nienburg
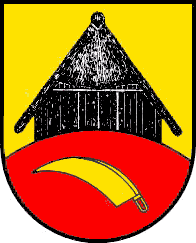
Gemeinde Pennigsehl (Details)
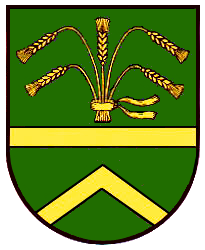
Raddestorf
Stadt Rehburg-Loccum (Details)
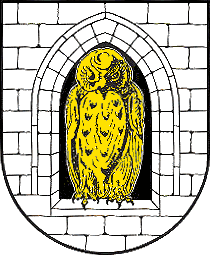
Gemeinde Rodewald (Details)
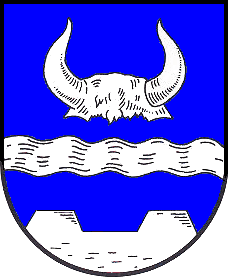
Gemeinde Rohrsen
Gemeinde Schweringen (Details)
Gemeinde Steimbke
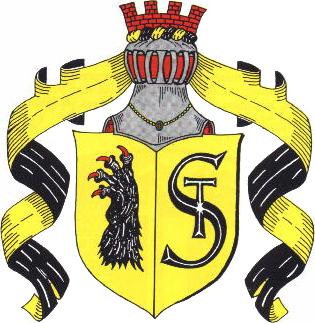
Flecken Steyerberg
Gemeinde Stöckse
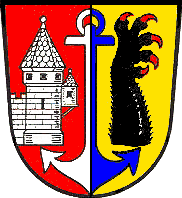
Gemeinde Stolzenau
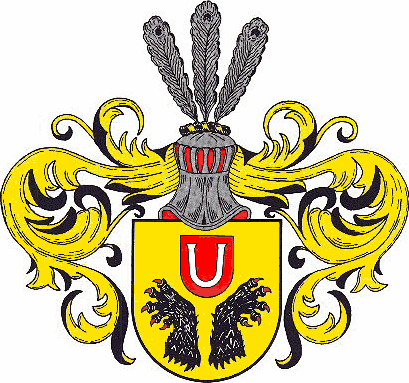
Flecken Uchte
Gemeinde Warmsen
Gemeinde Warpe (Details)
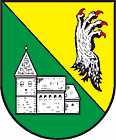
Gemeinde Wietzen

## Wappen einst selbständiger Gemeinden

### Kreisstadt Nienburg/Weser

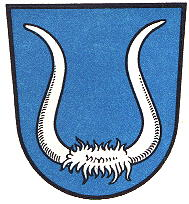
Ortsteil Erichshagen-Wölpe (Details)
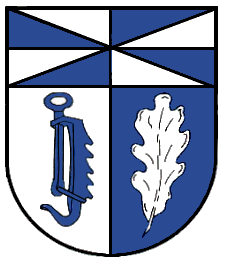
Ortsteil Holtorf (Details)
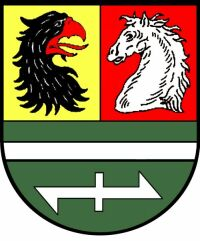
Ortsteil Langendamm (Details)

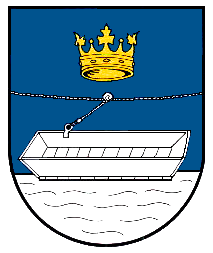
Ortsteil Leeseringen der Gemeinde Estorf (Weser)
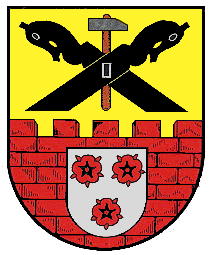
Ortsteil Loccum der Stadt Rehburg-Loccum